# O Legionário
Die Wochenzeitung O Legionário war das offiziöse Organ des Erzbistums São Paulo von 1929 bis 1956 und wichtigstes Sprachrohr der Katholischen Wahlliga Brasiliens (1933–1934 und 1945).

## Geschichte und Wirken
Ursprünglich war der Legionário ein Pfarrblatt und gleichzeitig Mitteilungsblatt der Marianischen Kongregation von Santa Cecilia. Mit dem Erstarken der Marianischen Kongregationen und der Mitarbeit bekannter Persönlichkeiten der damals sehr starken Katholischen Bewegung, vor allem durch die Mitarbeit von Plinio Corrêa de Oliveira (von 1935 bis 1947 Chefredakteur) erfuhr das Blatt eine Aufwertung und konnte sowohl die Qualität, wie auch die Auflage deutlich erhöhen. 1930 wurde das Blatt offiziöses Organ des Erzbistums São Paulo. Der Legionario wurde im Jahr 1933 zu einem wichtigen Sprachrohr der Katholischen Wahlliga, da sie regelmäßig aus den Sitzungen berichtete und sie kommentierte. Nach dem Ende der Sitzungen der Verfassungsgebenden Versammlung verfolgte der Legionário weiterhin die nationalen und internationalen Geschehnisse aus der katholischen Perspektive. Mitte der 1940er Jahre gingen der Einfluss und die Bedeutung zurück. Im Jahr 1956 wurde der Legionário eingestellt. Seitdem ist der „O São Paulo“ das Organ des Erzbistums.